# Spilochroa peruviana
Spilochroa peruviana är en tvåvingeart som först beskrevs av Malloch 1931.  Spilochroa peruviana ingår i släktet Spilochroa och familjen myllflugor.
Artens utbredningsområde är Peru. Inga underarter finns listade i Catalogue of Life.